# Bruno Galler
Bruno Galler (Baden, 21 ottobre 1946) è un ex arbitro di calcio svizzero.

## Biografia
Di professione insegnante di educazione fisica, nella lunghissima carriera ad alti livelli, durata quasi vent'anni, ha saputo dare lustro alla scuola arbitrale elvetica, abituata a produrre arbitri di spessore. Superato il corso di abilitazione nel 1964, nel 1974 Galler debutta nella massima serie svizzera e nel 1978 ottiene la qualifica di arbitro internazionale.
La rapida ascesa lo porta nel 1982 ad essere convocato per il Campionato mondiale di calcio 1982 in Spagna: qui dirige Germania Ovest-Cile. Nello stesso anno è designato per la finale di andata di Supercoppa europea Barcellona-Aston Villa e nel 1984 per la finale di Coppa UEFA Anderlecht-Tottenham. Nel 1988 lo si vede all'opera agli Europei di calcio in Germania Ovest, dove arbitra l'incontro Italia-Danimarca. Nel 1990 dirige della finale di Coppa delle Coppe Sampdoria-Anderlecht, vinta 2-0 dai genovesi, e in più si annovera una serie notevole di semifinali dirette nei massimi tornei per club, tra cui quattro in Coppa dei Campioni (1983, 1985, 1988 e 1991), una in Coppa delle Coppe (1989) e una in Coppa UEFA (1992). Ha diretto la finale del Campionato europeo di calcio 1992 Danimarca-Germania, vinta 2-0 dai danesi, e successivamente conclude la propria carriera. Tra gli episodi sfortunati che lo hanno coinvolto, si ricordano la partita Ajax-Austria Vienna del primo turno di Coppa UEFA 1989-1990, quando Galler fu costretto a sospendere la partita dopo che gli hooligan olandesi avevano colpito con una spranga di ferro la nuca del portiere austriaco Franz Wohlfahrt ; inoltre, nel 1988 al termine del ritorno della semifinale di Coppa dei Campioni PSV Eindhoven-Real Madrid fu avvicinato e colpito dal calciatore spagnolo Michel, che subì una squalifica di nove giornate.